# Gopalapura, Jagalur
Gopalapura là một làng thuộc tehsil Jagalur, huyện Davanagere, bang Karnataka, Ấn Độ.